# Haifisch (Lied)
Haifisch ist ein Song der Neue-Deutsche-Härte-Band Rammstein, der als dritte Single aus ihrem sechsten Studioalbum Liebe ist für alle da ausgekoppelt wurde. Die CD wurde am 28. Mai 2010 in Deutschland, Österreich und der Schweiz veröffentlicht, in allen anderen Ländern ab dem 31. Mai 2010 und in den USA ab dem 1. Juni 2010. Neben dem Original von Haifisch enthält die Maxi-CD drei Remixversionen von Hurts, Olsen Involtini und Schwefelgelb.

## Lied
Der Refrain lehnt sich stark an Die Moritat von Mackie Messer aus Brechts 1928 uraufgeführter Dreigroschenoper an.

„Und der Haifisch, der hat Zähne

und die trägt er im Gesicht

und Macheath, der hat ein Messer

doch das Messer sieht man nicht.“

„Und der Haifisch, der hat Tränen

und die laufen vom Gesicht

doch der Haifisch lebt im Wasser

so die Tränen sieht man nicht.“

Der Text der Strophen ist primär auf das Wort „halten“ und seine Abwandlungen aufgebaut. Zum Beispiel in der ersten Strophe:

„Wir halten zusammen.

Wir halten einander aus.

Wir halten zueinander,

niemand hält uns auf.

Wir halten euch die Treue.

Wir halten daran fest

und halten uns an Regeln,

wenn man uns regeln lässt.“

## Musikvideo

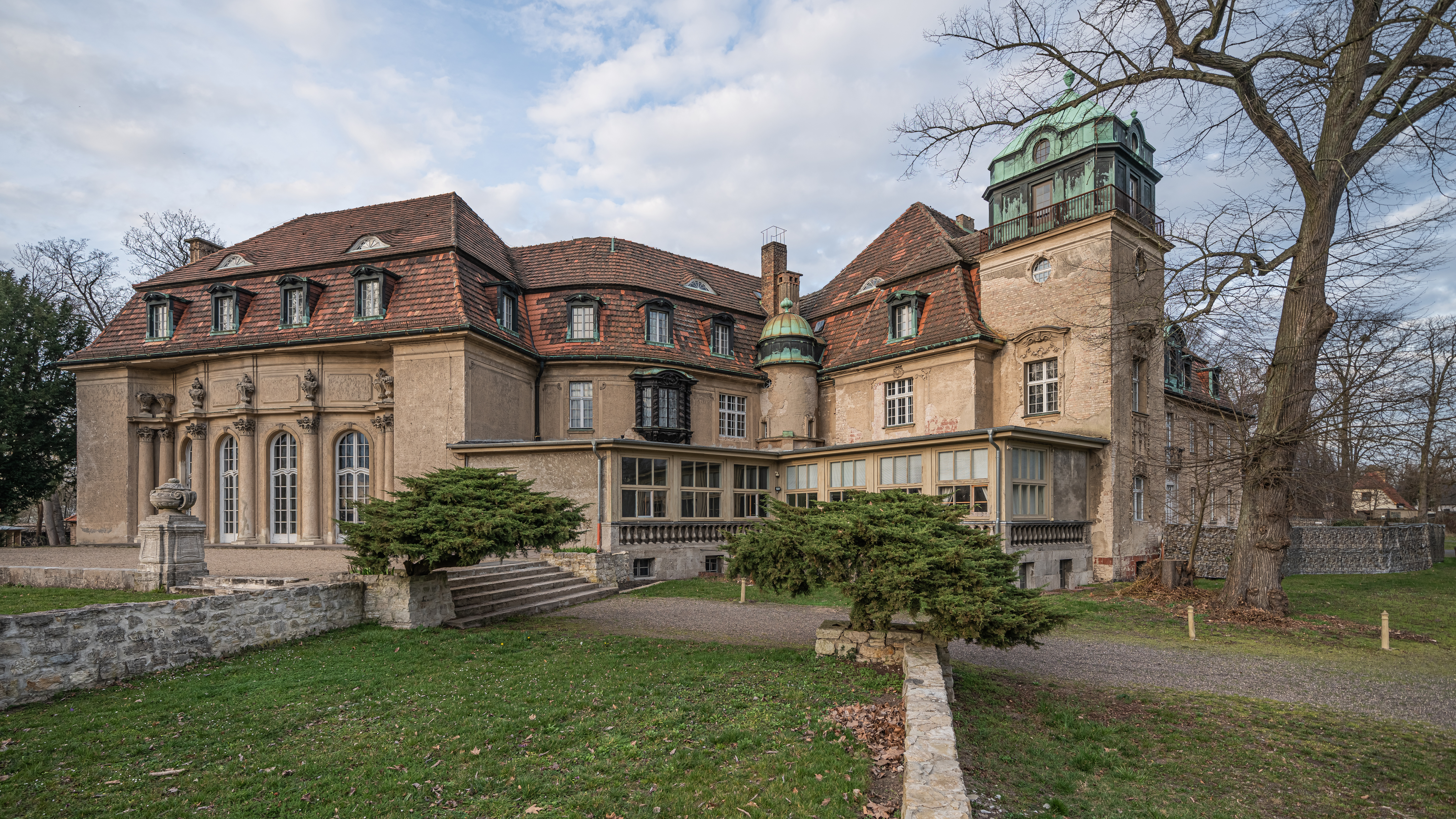
Schloss Marquardt

Das Musikvideo wurde erstmals am Freitag, dem 23. April 2010 auf der offiziellen MySpace-Seite der Band gezeigt. Das Video wurde wieder mit Regisseur Joern Heitmann zusammen erarbeitet. Drehort war Schloss Marquardt bei Potsdam, die Dreharbeiten fanden am 2. November 2009 statt.
In dem Video sind zahlreiche Anspielungen auf Medienereignisse zu finden. Am Anfang wird auf den sexuelle Missbrauchsskandal der katholischen Kirche kurz angespielt, indem der Priester einem kleinen Jungen den Kopf streichelt.
Das Video konterkariert bewusst den Liedtext, in dem die Gruppe als fest zusammenhaltende Einheit besungen wird, in der stets aufeinander Rücksicht genommen wird.
Im Video wird die Beerdigung Till Lindemanns gezeigt, zu der neben zahlreichen Frauen und Kindern – mutmaßliche ehemalige Liebschaften Lindemanns mit den von ihm gezeugten Kindern – auch Marilyn Manson (ein Double) und andere markante Trauergäste sowie die verbliebenen fünf Bandmitglieder erscheinen. Diese nehmen mit ernsten Mienen die Kondolenzen entgegen, um in unbeobachteten Momenten bereits über einen Nachfolger Lindemanns zu beraten. Hierzu besehen sie Fotos von Henry Rollins und James Hetfield. Es kommt zur Auseinandersetzung zwischen zwei Verflossenen Lindemanns, die vor dem aufgebahrten geschlossenen Sarg in Handgreiflichkeiten ausartet. Ein anderer weiblicher Trauergast telefoniert während der Sargprozession, während eine zweite Frau sich die Lippen nachzieht. Eine Dritte uriniert auf dem Friedhof hinter einen Baum.
Auch die verbliebenen Bandmitglieder sind unaufrichtig zueinander. Alle fünf gehen davon aus, dass Lindemann umgebracht wurde und verdächtigen sich gegenseitig. Hierzu werden Szenen aus alten Rammstein-Videos (Du hast; Ohne dich; Amerika; Keine Lust und Sonne) aufgegriffen und so uminterpretiert, dass jeder der Fünf einen Grund bzw. eine Gelegenheit zum Morden gehabt hätte. Zwei Morde an Till Lindemann sind zudem an Filmklassiker wie Reservoir Dogs und Sieben angelehnt.
Beim Leichenschmaus kommt es zu einer Schlägerei zwischen den beiden Gitarristen, die sich auf alle Mitglieder ausweitet. An deren Ende stürzt Christian „Flake“ Lorenz in das Grab Lindemanns und zerschlägt den Sargdeckel. Dabei entdeckt er entgeistert, dass der Sarg leer ist. Anschließend folgt ein Szenenwechsel auf die Hawaiiinsel Oʻahu. Man sieht, wie ein schnauzbärtiger Till Lindemann (in Begleitung einer Frau) eine Postkarte mit dem Text „Viele Grüße vom Arsch der Welt“ an die übrigen Bandmitglieder schickt.

## Mitwirkende
Folgende Personen haben am Lied mitgewirkt:
- Christian Lorenz: Keyboard, Musik, Text, Produktion
- Christoph Schneider: Schlagzeug, Perkussion, Musik, Text, Produktion
- Oliver Riedel: E-Bass, Musik, Text, Produktion
- Paul Landers: Rhythmusgitarre, Hintergrundgesang, Musik, Text, Produktion
- Richard Kruspe: Leadgitarre, Hintergrundgesang, Musik, Text, Produktion
- Till Lindemann: Gesang, Musik, Text, Produktion

- Emanuel Fialik: Management
- Jacob Hellner: Produktion
- Florian Ammon: Engineer
- Ulf Kruckenberg: Engineer
- Scott Church: Engineer-Assistent
- Nico Essig: Engineer-Assistent
- Michael Scully: Engineer-Assistent
- Tom van Heesch: Engineer-Assistent
- Rossi Rossberg: Schlagzeug-Techniker
- Erik Broheden: Mastering
- Henrik Jonsson: Mastering
- Stefan Glaumann: Abmischung
- Joern Heitmann: Musikvideo-Regisseur

## Chartplatzierungen
Haifisch ist nach Pussy und Ich tu dir weh die dritte und letzte Single-Veröffentlichung aus dem Album Liebe ist für alle da. Durch die Platzierung von Haifisch in den französischen Charts ist Frankreich das einzige Land, indem sich alle drei Singles in den Charts platzieren konnten.
| ChartsChartplatzierungen | Höchstplatzierung | Wochen |
| ------------------------ | ----------------- | ------ |
| Deutschland (GfK)        | 33 (2 Wo.)        | 2      |